# ダニー・ヒギンボザム
ダニエル・ジョン・"ダニー"・ヒギンボザム（Daniel John "Danny" Higginbotham、 1978年12月29日 - ）は、イングランド・マンチェスター出身の元サッカー選手。ポジションはディフェンダー（主に左サイド）。

## 来歴

### クラブ
マンチェスター・ユナイテッドFCのユース出身のジブラルタル系イングランド人。デニス・アーウィンの後釜として期待されていたが、定位置は奪えずに中堅クラブを転々としてきた。2006-07シーズンにはストーク・シティFCのキャプテンを務め、クラブのプレイヤー・オブ・ザ・イヤーに選ばれた。

### 代表
ジブラルタルにルーツを持つヒギンボザムは、生まれも育ちもイングランドであったが、世代別代表を含めて代表選手に選出されたことがなかった。その後ジブラルタルサッカー協会は、欧州サッカー連盟（UEFA）に加盟する運びとなり、彼の叔父でもあるアレン・ブラ監督はジブラルタル人の母を持つヒギンボザムに白羽の矢を立てた。2013年9月、正式にジブラルタル代表でのプレーを表明した。
2013年11月19日、スロバキアとの親善試合で34歳とかなり遅咲きなものの、2010 FIFAワールドカップ出場の実績を持つスロバキアを相手に引き分けに持ち込むなど、初の国際舞台の第一歩を踏んだ。

## 所属クラブ
- マンチェスター・ユナイテッドFC 1997-2000

→  ロイヤル・アントワープFC 1998-1999
- ダービー・カウンティFC 2000-2003
- サウサンプトンFC 2003-2006
- ストーク・シティFC 2006-2007
- サンダーランドAFC 2007-2008
- ストーク・シティFC 2008-2013.1

→  ノッティンガム・フォレストFC 2012
→  イプスウィッチ・タウンFC 2012.9-2013.1
- シェフィールド・ユナイテッドFC 2013.1-2013.6
- チェスターFC 2013-2014
- アルトリンチャムFC 2014